# Ramiro Fassi
Ramiro Fernando Fassi (Santa Isabel, provincia de Santa Fe, 21 de abril de 1982) es un exfutbolista argentino. Jugaba de defensa central y su último equipo fue C. S. y D. General Belgrano de Santa Isabel de la Liga Venadense de Fútbol, club del cual actualmente forma parte de su comisión directiva. Se le conoce como "Colorado" por el color de su cabello.

## Trayectoria
Debutó en primera en el año 2002 jugando para Rosario Central, club donde creció futbolísticamente. El técnico Ángel Tulio Zof lo puso como titular en el 2004. 
Cuando Néstor Gorosito toma la dirección técnica de Central no lo tiene en cuenta, y en el 2007 es cedido a préstamo por un año al Sporting Cristal de Perú, donde fue titular y marcó un solo gol de cabeza salvándose del descenso en las últimas fechas.
En 2008 regresó a Rosario Central. No ha marcado aún goles en primera división del torneo argentino. Luego de no ser tenido en cuenta en el club rosarino, fichó por Quilmes en junio de 2008. Posteriormente, en diciembre de 2009 viajó a Bolivia para jugar en Oriente Petrolero equipo en el cual sale campeón del torneo boliviano.
En junio de 2010, fue contratado por el Platense de la Primera "B" Metropolitana. En julio de 2012, firmó contrato con el Club Atlético Temperley.

## Clubes
| Club                                      | País      | Año       |
| ----------------------------------------- | --------- | --------- |
| Rosario Central                           | Argentina | 2002-2006 |
| Sporting Cristal                          | Perú      | 2007      |
| Rosario Central                           | Argentina | 2008      |
| Quilmes                                   | Argentina | 2008-2009 |
| Rosario Central                           | Argentina | 2009      |
| Oriente Petrolero                         | Bolivia   | 2010      |
| Platense                                  | Argentina | 2010-2012 |
| Temperley                                 | Argentina | 2012-2013 |
| Defensores de Belgrano                    | Argentina | 2013-2014 |
| Tiro Federal                              | Argentina | 2014      |
| C. S. y D. General Belgrano (Sta. Isabel) | Argentina | 2015-2017 |